# Aer Lualdi
La Aer Lualdi & C Spa fu un'azienda aeronautica italiana specializzata nella progettazione, sviluppo e commercializzazione di elicotteri. Fondata dall'ingegnere Carlo Leopoldo Lualdi per sviluppare e promuovere i propri brevetti nel campo dell'aviazione non riuscì ad imporsi sul difficile mercato dell'aviazione generale del secondo dopoguerra cessando l'attività negli anni sessanta.

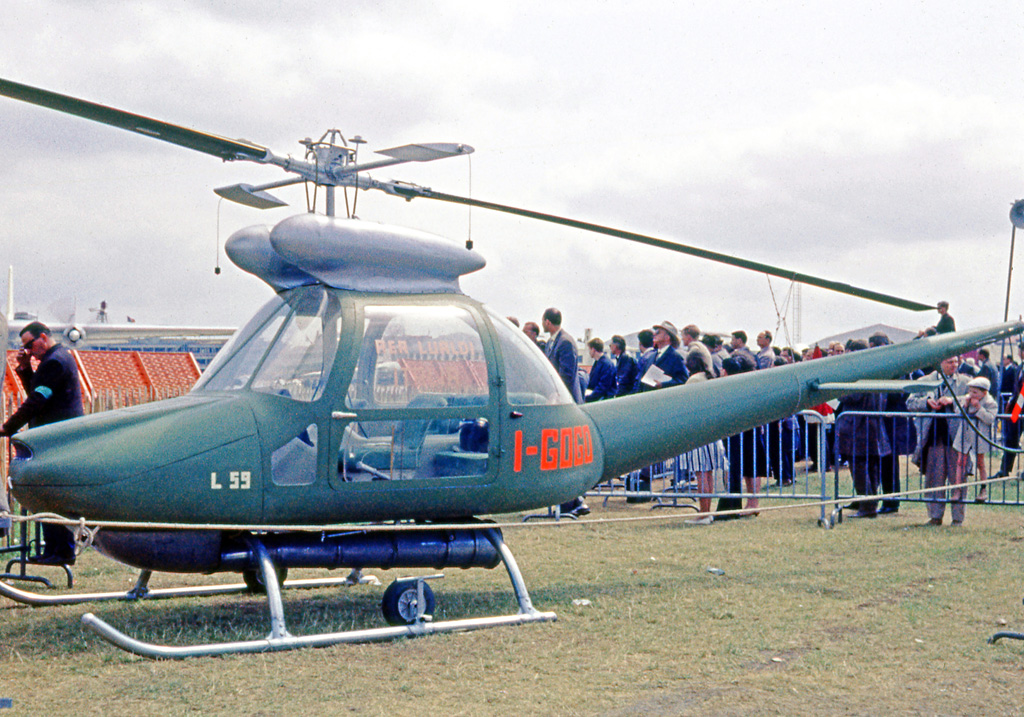
L.59

## Carlo Lualdi
Carlo Leopoldo Lualdi (provincia di Udine, 1910) conseguì il diploma all'Istituto Tecnico A. Malignani di Udine e si laureò in ingegneria all'Università di Friburgo, in Svizzera. Appassionato di aviazione aveva avuto modo di conoscere l'ingegner Corradino D'Ascanio, pioniere dell'elicottero. Grazie al suo spirito di osservazione, inventiva e di buone conoscenze tecniche nel 1952 intraprese lo studio e la costruzione di un suo elicottero: l'E.S.53.

## Storia
Nel 1953, nel garage di casa, ad Anduins (PN), con la collaborazione del perito aeronautico Sergio Tassotti, iniziò la costruzione del traliccio dell'elicottero E.S. 53 (la sigla stava per elicottero Sperimentale 53).
Nel 1956, in vista di impegni economici più gravosi, Lualdi fondò l'Aer Lualdi & C. Spa. Il capitale della società era ripartito tra lo stesso Lualdi, l'imprenditore edile Arnaldo Bertuzzi di Roma e l'ingegnere elettronico Glauco Corbellini di Udine.
Dopo un primo volo a Campoformido, al quale avevano assistito con il supporto tecnico del Maggiore Silvio De Giorgi, il conte Mario Agusta aveva fatto un'offerta per rilevare il prototipo, gli studi e l'intero programma di sviluppo dell'ES.53, offerta che era stata declinata. Nel 1957 L'Aer Lualdi & C. Spa prese parte alla Fiera Campionaria di Milano dove presentò l'elicottero triposto L-55.
Il modello successivo fu l'L-59 che venne presentato al Salone internazionale dell'aeronautica e dello spazio di Parigi-Le Bourget e fu valutato dall'Esercito Italiano che ne ordinò un prototipo.
Ma la fortuna non arrise all'azienda e priva di sbocchi commerciali l'Aer Lualdi fu costretta a chiudere nel 1964.

## Modelli prodotti

### E.S. 53
Realizzato artigianalmente in tubi di acciaio al cromo molibdeno, propulso da un motore da motocicletta. La costruzione delle pale dell'elica, in legno, del rotore e di quella anticoppia, venne affidata ad un falegname locale.
Nell'aprile 1954 l'E.S.53 venne esposto alla Fiera Internazionale di Milano, al Salone dal Volo Verticale suscitando grande interesse. In agosto venne presentato alla Mostra Internazionale Aeronautica al Lido di Venezia.

### L-55
Il prototipo successivo all'E.S. 53 fu chiamato L-55. Perfezionato, era affidabile e semplice da pilotare, garantiva rapidità di costruzione e quindi in risparmio sui costi di produzione.
Una macchina semplice, il passo ciclico veniva comandato direttamente dal propulsore. I gas di scarico del motore venivano convogliati, compressi ed accelerati in modo da ottenere una spinta di reazione aggiuntiva di circa 50CV della potenza del motore. Questo sistema ausiliario era stato progettato e brevettato dall'ingegner Lualdi.
Il prototipo volò per la prima volta nell'aprile del 1957 a Udine.

### L-59
Il modello finale della ricerca di Lualdi fu l'L-59. Era un elicottero quadriposto dalle linee aerodinamiche. La cabina era confortevole con ampia visibilità in tutte le direzioni, compresa quella inusuale posteriore. Venne montato un motore Continental Io/470D a sei cilindri contrapposti, raffreddato ad aria, da 260 CV. Il piccolo elicottero italiano aveva delle ottime prestazioni e poteva trasportare 287 kg in più rispetto al più famoso Bell 47 che costava allora 36 milioni, due milioni in più del doppio dell'L-59.